# Lijst van spelers van SC Drente
Dit is een lijst van voetballers die minimaal één officiële wedstrijd hebben gespeeld in het eerste elftal van de Nederlandse voormalig betaaldvoetbalclub SC Drente of Zwartemeer.

## B
- Joop Boltendal
- Johan Booy
- Bennie Borghuis
- Bert Bosman
- Wout Bosman
- Jan Bouwknegt
- Henk Boxem
- Hennie Boxem
- Roel Brinks
- Bruinsma

## D
- Piet Damhof
- Andries Doek
- Frens Doldersum
- Job Drent

## F
- Harm Fokkema

## G
- Luc Gerdes
- Ab Groenewold
- Henk de Groote

## H
- Johan Hemel
- Willy Hoogenberg
- Hayo de Hoop
- Foppe ten Hoor

## J
- Geert Jacobs
- Jan Jacobs
- Joop Jansen
- Gerrie de Jonge

## K
- Anton Kalter
- Hans Kalter
- Herman Kalter
- Theo Kalter
- Bé Klaster
- Joop ten Klooster
- Gerrit Kloosterman
- Bé Koops
- Bennie Kracht
- Dick Kuiter

## L
- Gerard Lippold
- Hans Ludwig

## M
- Joop Meijer
- Frank Mijnals
- Jan Mink

## N
- Otto Nieborg
- Riekus Nieborg

## P
- Gerrit Pesman
- Jan Poelman
- Tjibbe Pomp
- Jo Post
- Marinus Poth
- Piet Pruim

## R
- Dick Reekers
- Jans Regtop
- Tonny Roosken

## S
- Dirk Schievink
- Inus Scholten
- Fokke Schoonewille
- Koene Schonewille
- Freek Schutten
- Freek Smit
- Jan Smit
- Klaas Snip
- Jan Soelman
- Bennie Specken
- Lammert Springer
- Jan Stevens
- Martin Strijker

## T
- Siep Timmer
- Sybrand Timmer

## V
- Renze Veenstra
- Teun Veenstra
- Bert van der Veldt
- Henk van der Vlag
- Henk Vos
- Jan Voorn
- Gosum de Vries
- Henk de Vries

## W
- Tinus Weering
- Katrinus van der Werf
- Henk Wessels
- Harrie Wiegerink
- Jacques Wijker
- Jan Wolters
- Karel van der Woude